# 諾蘭鎮區 (阿肯色州亨普斯特德縣)
諾蘭鎮區（英語：Noland Township）是位於美國阿肯色州亨普斯特德縣的一個行政鎮區。

## 地方資料
諾蘭鎮區的面積為72.54平方千米，當中陸地面積為72.33平方千米，而水域面積為0.21平方千米。根據2010年美國人口普查的數據，當地共有人口434人，而人口密度為每平方千米5.98人。